# MMA (киберспортсмен)
Мун Сон Вон (кор. 문성원, род. 29 октября 1988 года, Республика Корея), более известный под своим никнеймом MMA, — бывший корейский профессиональный игрок в StarCraft II, игравший за расу терранов. Чемпион октябрьского Global StarCraft II League 2011 года и нескольких турниров WCS, а также серебряный призёр чемпионата мира WCS 2014 года. За свою Карьеру MMA заработал более 400 000 долларов призовых.

## Биография

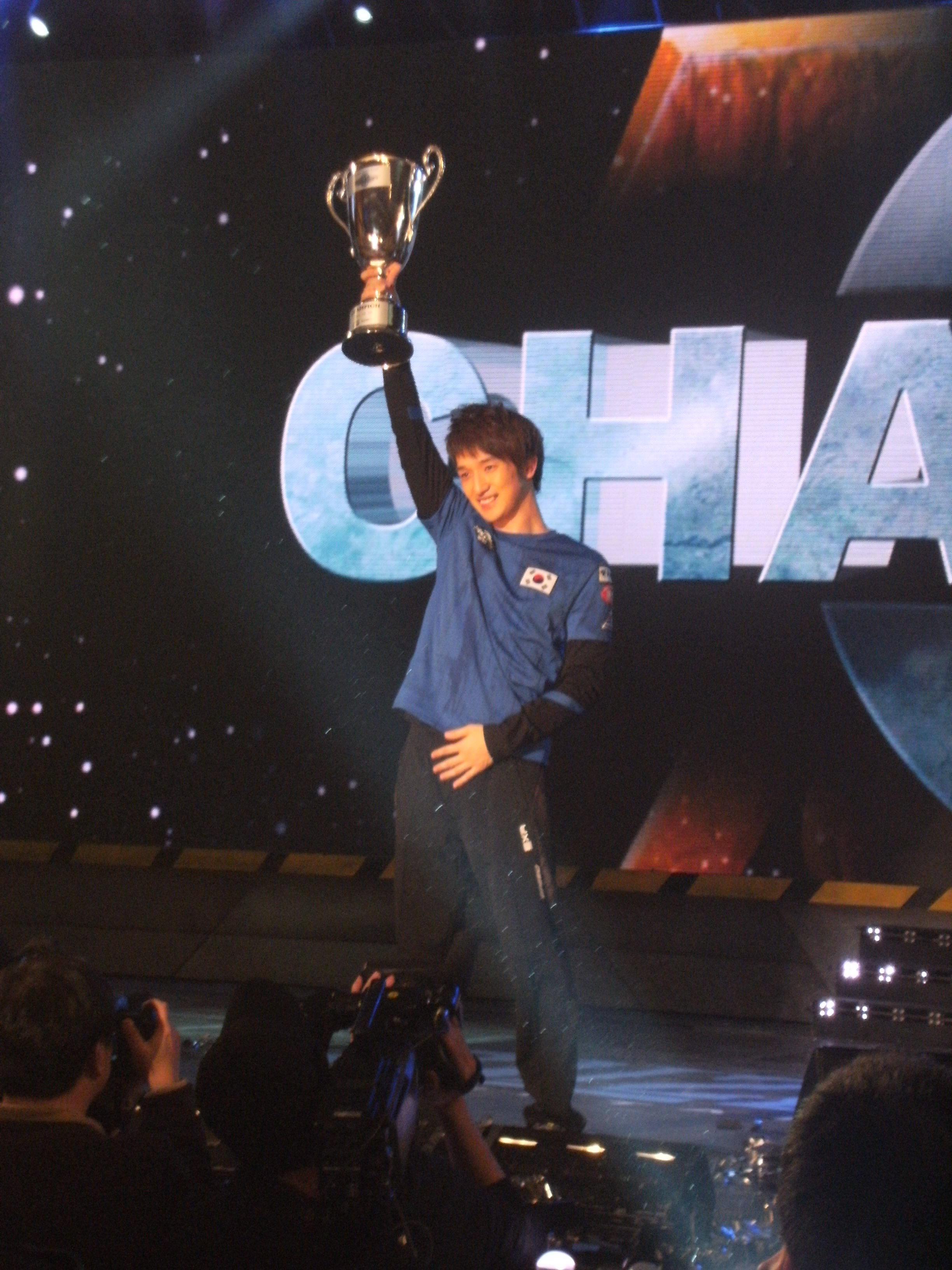
MMA c победным трофеем на 2011 GSL Blizzard Cup

В детстве Мун Сон Вон мечтал стать военным, однако во время тренировок он получил серьёзную травму, вынудившую его отказаться от своих планов, и MMA решил попробовать себя в роли киберспортсмена. Свою карьеру он начал в качестве запасного игрока в одной из команд KeSPA по StarCraft: Brood War. Не добившись серьёзных успехов в Brood War, он оставил киберспортивную карьеру и отправился в армию. По возвращении он начал играть в StarCraft II. Его заметил Лим «BoxeR» Ё Хван и пригласил в свою команду SlayerS. Поскольку BoxeR был знаковой фигурой в мире StarCraft, MMA принял приглашение.
Участвуя в первом сезоне Global StarCraft II Team League (GSTL) в феврале 2011 года, команда SlayerS играла против ZeNEX и проигрывала ей со счётом 0:3 в матче до четырёх побед. У SlayerS оставалось право послать одного игрока на последние игры, и BoxeR послал MMA, которому удалось одержать три победы и довести матч до эйса 3:3, в котором он в конечном итоге проиграл. На следующем сезоне GSTL он выиграл два эйс-матча против сильнейших игроков — Чан «MC» Мин Чхоля и Чон «Mvp» Джон Хёна. На третьем сезоне он был отправлен на эйс в финальный матч турнира против Пак «DongRaeGu» Су Хо, на котором MMA выиграл для своей команды чемпионский титул.
В 2012 году команда SlayerS распалась, и MMA начал искать новую команду, изначально рассматривая в качестве вариантов Evil Geniuses и Axiom Gaming. Этот факт, а также неудобная для его стиля мета, сформировавшаяся в StarCraft II, привели к тому, что результаты MMA пошли на спад. Незадолго до выхода StarCraft II: Heart of the Swarm, MMA вступил в Team Acer, после чего переехал в Европу для того чтобы продолжать свою киберспортивную карьеру в этом регионе. К концу 2013 года ему удалось выиграть турнир WCS EU третьего сезона.
В 2014 году он занял второе место в первом сезоне WCS и первое место в третьем, благодаря чему попал на чемпионат мира, финальный турнир 2014 StarCraft II World Championship Series, в котором дошёл до финала и проиграл Ли «Life» Сын Хёну.
В 2015 году команда Team Acer объявила, что MMA прервёт свою киберспортивную карьеру после турнира HomeStory Cup XII для прохождения обязательной военной службы. 1 ноября 2018 года MMA присоединился к команде Seoul Dynasty по Overwatch в качестве тренера.

## Стиль игры
В 2011—2012 году у MMA сформировался стиль, завязанный на мультитаск, с активным микроконтролем медэваками. Он не обладал сильной механикой или высокой скоростью игры, как у Чо «Maru» Сон Чу, игравшего в схожем стиле, однако благодаря глубокому пониманию игры ему удавалось обращать сражения в свою пользу.

## Достижения
- 2011 MLG Pro Circuit Columbus (1 место)
- LG Cinema 3D Super Tournament (2 место)
- 2011 MLG Pro Circuit Anaheim (2 место)
- IGN ProLeague Season 3 (3—4 место)
- 2011 Global StarCraft II League October: Code S (1 место)
- 2011 GSL Blizzard Cup (1 место)
- IEM Season VI - World Championship (3 место)
- 2013 WCS Season 2 Europe: Premier League (3—4 место)
- 2013 DreamHack Open: Bucharest (3—4 место)
- 2013 WCS Season 3 Europe: Premier League (1 место)
- 2014 WCS Season 1 Europe: Premier League (2 место)
- 2014 DreamHack Open: Moscow (1 место)
- 2014 WCS Season 3 Europe: Premier League (1 место)
- 2014 WCS Global Finals (2 место)
- 2015 Global StarCraft II League Season 1 (3—4 место)
- IEM Season X — gamescom (3—4 место)